# قائمة زملاء الجمعية الملكية المنتخبين في 1987
هذه الصفحة تعرض قائمة زملاء الجمعية الملكية المُنتخبين لعام 1987.

## الزملاء
- Oliver Penrose [الإنجليزية]‏
- Coluthur Gopalan [الإنجليزية]‏
- Terence Rabbitts [الإنجليزية]‏
- Rodney Loudon [الإنجليزية]‏
- John Frederick Clarke [الإنجليزية]‏
- Anthony James Merrill Spencer [الإنجليزية]‏
- George Brownlee [الإنجليزية]‏
- William Compston [الإنجليزية]‏
- روبرت مكنيل الكسندر
- دنكان داوسن
- Peter Nye [الإنجليزية]‏
- Olga Kennard [الإنجليزية]‏
- Benton Seymour Rabinovitch [الإنجليزية]‏

## الأعضاء الأجانب
- George Rankine Irwin [الإنجليزية]‏
- ولتر غيلبرت
- ديفيد بلتيمور